# 제5회 서울국제사랑영화제
제5회 서울국제사랑영화제는 2007년 10월 1일에 열린 시상식이다.

## 수상 및 후보

### 대상
- 열정 가득한 이들 - 유승조 수상

### 배우상
- 수다쟁이들 - 이유정 수상

### 관객상
- 도시 비둘기 - 김세연 수상

### CBS상(단편경쟁부문)
- 난.쏘.공 (난쟁이가 쏘아올린 작지 않은 공) - 이승훈 수상

### 장편 초청 부문
- 어메이징 그레이스 - 마이클 앱티드
- 두번째 찬스 - 스티븐 테일러
- 포도나무를 베어라 - 민병훈
- 마음 - 알랭 레네
- 프레리 홈 컴패니언 - 로버트 알트만
- 사도 - 로버트 듀발
- 그의 선택 - 권순도
- 손 오브 맨 - 마크 돈포드 메이
- 범죄와 비행 - 우디 앨런
- The phoenix - 게일 토머스

### 애니메이션 초청 부문
- 눈이 와요 - 게일 토머스
- Poets on film No.1 - 게일 토머스
- The magic flute - 게일 토머스
- Canada Vignettes : Dance - 게일 토머스
- 수피족 이야기 - 게일 토머스
- The Boy and the snow goose - 게일 토머스
- Quilt - 게일 토머스
- M.C Escher : sky and water1 - 게일 토머스
- Juke-Bar - Martin Barry
- Mindscape - Jacques Drouin
- Shyness - Les Drew
- The box - Co Hoedeman
- Balablok - Bretislav Pojar
- The owl and the Raven: An Eskimo Legend - Co Hoedeman
- With Grandma - Françoise Hartmann

### 국제 단편 경쟁
- 만남 - 홍성훈
- 버려진 어떤 날 - 백정현
- 민요삼총사 - 이호경
- 소년은 자란다 - 배성근
- 어떤 상실 - 김현성
- 수다쟁이들 - 고태정
- 쌍둥이들 - 문제용
- 준비된 인생 - 강원석
- 엉덩이 - 김선아
- 동사무소 가는 길 - 서민수
- 불타는 김대리의 밤 - 공부성
- 미드나잇 - 김기진
- 난.쏘.공 (난쟁이가 쏘아올린 작지 않은 공) - 이승훈
- 귤 귀신 - 이정국
- 상상치도 못한 일 - 김아영
- 불을 지펴라 - 이종필
- 열정 가득한 이들 - 유승조
- 수퍼맨의 하루 - 이은천
- 하늘나들이 - 안재홍
- 도시 비둘기 - 김세연
- 자야한다 - 김주리